# N-tv
N-tv (Eigenschreibweise n-tv, stilisiert ntv) ist ein von der ntv Nachrichtenfernsehen GmbH betriebener Fernseh-Nachrichtensender mit Sitz in Köln; er gehört seit 2006 mehrheitlich zu RTL Deutschland. Gemäß den Richtlinien des Medienvielfaltsmonitors wird der Sender dem Konzern Bertelsmann zugeordnet. Am 30. November 1992 startete N-tv in Berlin, noch im selben Jahr unter Beteiligung von CNN. Er gilt als erster deutscher Nachrichtensender.

## Geschichte
In einer frühen Planungsphase war beabsichtigt, den Sender im Frankfurt Airport Center anzusiedeln, auch ein Studio war dort bereits vorgesehen. Als teilweise Begründung wird angeführt, dass es möglich sein sollte, von jedem Flughafen der Welt „trockenen Fußes“ für Interviews zum Sender kommen zu können. Der letztlich gewählte Standort in der Berliner Taubenstraße wird der wachsenden Bedeutung Berlins nach der Deutschen Wiedervereinigung zugeschrieben. Hier mietete der Sender nach neunmonatigen Verhandlungen mit der Treuhandanstalt Räumlichkeiten in einem Altbau an.
Am 30. November 1992 nahm N-tv nach etwa dreijährigen Vorbereitungen, viermonatigen Umbau- und Aufbauarbeiten sowie vierwöchigen Technikproben den Sendebetrieb auf.
Am Sender war von Beginn an der damalige US-Medienkonzern Time Warner beteiligt. Kurz nach Sendestart stieg im Dezember 1992 wiederum der US-Nachrichtenkanal CNN ein. Der Sender aus Atlanta hielt zunächst 27,5 Prozent an N-tv, später 50 Prozent. Dadurch war es dem Sender bereits wenige Tage nach dem Sendestart möglich, seine Sendungen über den Satelliten Astra 1B abzustrahlen, da man eine ursprünglich CNN zugeteilte Satellitenfrequenz nutzen konnte, welche CNN selber ursprünglich für ein eigenes Deutschland-Projekt angemietet hatte.
Obwohl das Programm inzwischen teilweise dem älteren Eureka TV ähnelt, gilt N-tv als erster deutscher Nachrichtensender, da in der Anfangszeit des Senders tagesaktuelle Meldungen einen größeren zeitlichen Umfang einnahmen als heute und erst später der Fokus stärker auf Dokumentationssendungen gelegt wurde.
Erster Geschäftsführer von N-tv war Karl-Ulrich Kuhlo, der Gründer des Unternehmens; der erste Chefredakteur war bis September 1994 der langjährige ARD-Korrespondent Peter Staisch.
Am 10. Februar 1997 wurde Helmut Brandstätter neuer Geschäftsführer und Programm-Chefredakteur von N-tv. 1999 wechselte Karl-Ulrich Kuhlo an die Spitze des Aufsichtsrates. Ken Jautz wurde neuer Geschäftsführer. Im Mai startete die Internetseite n-tv.de, die heute bis zu 110 Millionen Seitenaufrufe monatlich hat.
Am 13. August 2002 übernahm die RTL Group 50 Prozent der Anteile von N-tv. Der Sender wurde seitdem auch von der IP Deutschland vermarktet. Bis zu dieser Zeit übernahm die zur Holtzbrinck-Gruppe gehörende GWP media-marketing Verlagsgruppe Handelsblatt GmbH die Vermarktung der Werbezeiten. Aktuell erfolgt die Vermarktung durch Ad Alliance.
Karl-Ulrich Kuhlo verkaufte 2003 seinen 0,75-Prozent-Anteil und übergab seinen Posten als Aufsichtsratsvorsitzender an Ken Jautz (CNN). Johannes Züll übernahm im März die Geschäftsführung von N-tv. Zwei Monate später startet der Sender mit neuem Programmschema und Design.
Der Sender zog im Jahr 2004 mit dem größten Teil der Redaktion nach Köln-Ossendorf um. Im Gebäude von VOX wurde für N-tv ein neues digitales Sendezentrum in Betrieb genommen. Die Politik- und Talkredaktion blieb in der Hauptstadt. Offizieller Sitz des Senders ist Köln.
2006 übernahm die RTL Group die Anteile des bisherigen Partners CNN. Nach einer Abmahnung durch das Bundeskartellamt am 6. Februar 2006 wurde die Übernahme am 12. April 2006 schließlich doch genehmigt. Die Behörde erkannte an, dass es sich bei der Übernahme um eine „Sanierungsfusion“ handle.
Nachfolger in der Funktion des Geschäftsführers ist seit September 2007 Hans Demmel.
Im September 2010 zog N-tv in das neue Sendezentrum von RTL Deutschland, die Rheinhallen in Köln-Deutz.
Am 1. Oktober 2013 begann N-tv mit der Ausstrahlung in HD bei Telekom Entertain.
Seit dem 1. April 2014 ist der HD-Ableger auch über Satellit via HD+ zu empfangen.
Zum 1. September 2017 gestaltete N-tv den Markenauftritt neu und veröffentlichte dazu auch ein neues Logo. Der bisherige Claim Der Nachrichtensender wurde vom neuen Claim Wir bleiben dran abgelöst.

## Geschäftsführung und Chefredaktion
- Programmgeschäftsführerin: Sonja Schwetje (seit 2023)
- Chefredakteur: David Whigham (seit 2023)

Ehemalige Chefredakteure:
- Peter Staisch (1992–1995)
- Helmut Brandstätter (1997–2001)
- Markus Föderl (2001–2007)
- Volker Wasmuth (2007–2013)
- Sonja Schwetje (2014–2023)

## Programm
Die drei Hauptprogrammsäulen von N-tv sind Nachrichten, Wirtschaft und Talk.
Der Sender hat einen hohen Live-Anteil und nutzt den Einsatz von Eilmeldungen (breaking news). Darüber hinaus sind Dokumentationen, Wissens- und Reportagemagazine, Sportsendungen und Lifestylemagazine Bestandteil des Programms. Aktuelle Meldungen aus den Bereichen Nachrichten, Sport-, Wetter-, Wirtschafts- und Börseninformationen werden am unteren Bildrand im Laufband eingeblendet.
Der Sender bietet seine Inhalte auf verschiedenen Kanälen an. Neben dem Online-Portal n-tv.de bietet auch der Teletext Informationen aus den Bereichen Nachrichten, Wirtschaft und Börse. Die Nachrichten, einzelne Wirtschaftsformate und das Wetter sind auch als Podcasts abrufbar.

### Formate

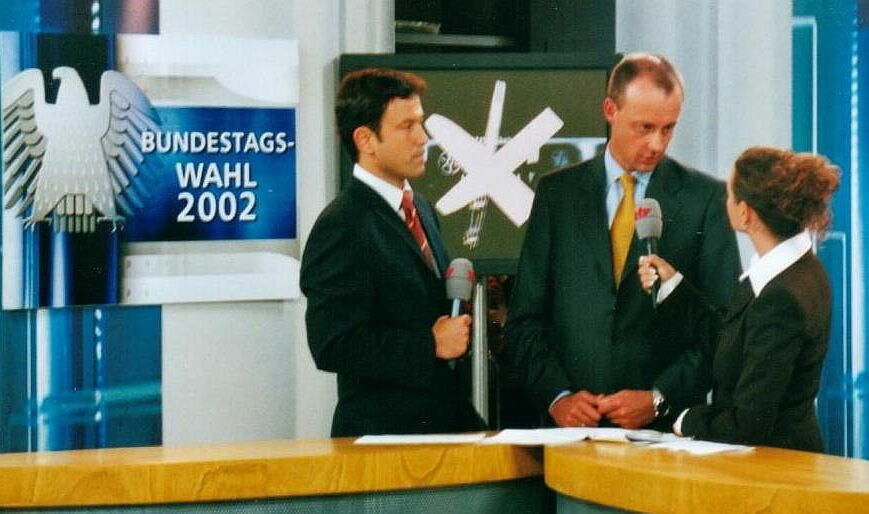
n-tv-Interview zur Bundestagswahl 2002 mit Friedrich Merz (Mitte)

### Nachrichten
Grundsätzlich zeigt N-tv zu jeder vollen Stunde Nachrichten, am Morgen zwischen 6 Uhr und 12 Uhr auch zur halben Stunde. Mit dem Redesign Ende 2008 wurden die Namen der bisherigen Formate Der Morgen (7 bis 12 Uhr), Der Mittag (12 bis 15 Uhr), Der Tag (18 Uhr), Der Abend (21 Uhr) und Die Nacht (23 Uhr) fallengelassen. Seither werden die Nachrichten jeweils um 9, 13, 18 und 23 Uhr durch einen besonderen Vorspann von den übrigen unterschieden und tragen die Uhrzeit im Titel (18 Uhr Nachrichten). Diese vier Sendungen sollen als Aushängeschilder einen besonders umfassenden Überblick über die aktuellen Nachrichten bieten, während sich die übrigen bedingt durch den Arbeitsablauf eines Nachrichtensenders teilweise „im Fluss“ befinden.
Nach einem erneuten Re-Design während der Corona-Krise (rotfarbiger Ticker mit weißer Schrift) und einer Umgestaltung des Programms Mitte 2022 laufen jetzt die Nachrichten werktags von 6 bis 12 Uhr halbstündig und ab 12 Uhr bis 17 Uhr jede Stunde 15 Minuten, danach der Sport und die Telebörse. Zur halben Stunde erfolgt ein News-Spezial zu aktuellen Themen-Schwerpunkten u. a. auch mit Telefonumfragen. Die 6 Uhr Sendung ist eine Aufzeichnung aus der Nacht und während der News Spezial wird auch auf Aufzeichnungen aus den vorherigen Stunden zurückgegriffen.
Dienstags wird ab 17:15 Uhr die Sendung Beisenherz vom Montag wiederholt und freitags 17:15 bzw. 17:30 Uhr der Auslandsreport. 18 Uhr erfolgen ausführliche Nachrichten, Sport, Telebörse und danach N-TV Service. 19 Uhr kommen Kurznachrichten und ein kurzer Wirtschaftsüberblick und 19:30 Uhr erneut ein News-Spezial.
Danach erfolgen die 20-Uhr-, 22-Uhr- und 23-Uhr-Nachrichten.
Am Wochenende oder bundesweiten Feiertagen kommen die Nachrichten von 7 bis 10 Uhr durchgängig und zwischendurch N-tv-Eigenproduktionen wie Deluxe oder PS Automagazin. Zwischen 11 Uhr bis 18 Uhr laufen dann die Nachrichten jede Stunde 10 Minuten und danach eine Dokumentation. 18 Uhr erfolgen ausführliche Nachrichten und wie an Wochentagen 19, 20 und 22 Uhr regulär die Nachrichten, 23 Uhr wieder ausführlich und danach Dokumentationen bzw. Eigenproduktionen.

## Geschäftsmodell
Als privater Fernsehsender ist N-tv werbefinanziert.

## Moderatoren und Reporter

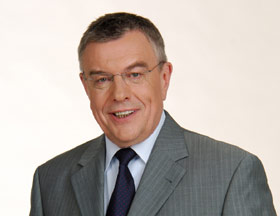
Manfred Bleskin war Moderator bei N-tv

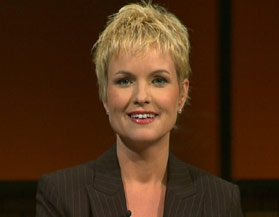
Carola Ferstl – Moderatorin der Nachrichten und Telebörse

| Nachrichten - Etienne Bell - Mara Bergmann - Annika de Buhr - Jasmin Gebele - Christoph Hoffmann - Isabelle Körner - Linda Mürtz - Ulrich von der Osten - Jens Reupert - Daniel Schüler - Christoph Teuner (Chefmoderator) - Jessika Westen - David Whigham - Daniela Will Wirtschaft - Jörg Boecker - Gesa Eberl - Verena Fels - Astrid Fronja - Sibylle Scharr - Raimund Brichta (Moderator & Börsenreporter Frankfurt) - Frank Meyer (Moderator & Börsenreporter Frankfurt) - Sabrina Marggraf (Frankfurter Börse) - Nancy Lanzendörfer (Frankfurter Börse) - Corinna Wohlfeil (Frankfurter Börse) - Friedhelm Tilgen (Frankfurter Börse) - Patrick DeWayne (Frankfurter Börse) - Markus Koch (Wall Street) - Jens Korte (Wall Street) - Sarah Sendner (Wall Street) Sport - Vivian Bahlmann - Birgit von Bentzel - Marc Gabel - Marcel Klein - Christine Langner - Timo Latsch - Alessa-Luisa Naujoks - Norman Adelhütte (PS Automagazin) - Helena Sonntag (PS Automagazin) Wetter - Björn Alexander - Angela Braun - Melanie Bergner - Paul Heger - Juliana Müller Magazine - Elena Bruhn (N-tv Wissen) - Nadja Kriewald (Auslandsreport) - Ron Perduss (N-tv Service) - Tamara Bilic (N-tv Service) - Sarah Oswald (N-tv Service) - Daniela Will (N-tv Service) - Verena Wriedt Talk - Pinar Atalay (Polit-Talk) - Nikolaus Blome (Polit-Talk) - Ulrich Reitz (Leiter N-tv Telebörse – WirtschaftsTalk) | Reporter - Heike Boese (Leiterin RTL/N-tv-Hauptstadtstudio) - Miriam Pauli (RTL/N-tv-Hauptstadtstudio) - Philipp Sandmann (RTL/N-tv-Hauptstadtstudio) - Nadine to Roxel (RTL/N-tv-Hauptstadtstudio) - Martin Schmidt (RTL/N-tv-Hauptstadtstudio) - Holger Schmidt-Denker (RTL/N-tv-Hauptstadtstudio) - Christian Wilp (RTL/N-tv-Hauptstadtstudio) - Stefan Wittmann (RTL/N-tv-Hauptstadtstudio) - Katharina Kuhnert (RTL/N-tv-Hauptstadtstudio) - Nikolaus Blome (Politischer Chefkorrespondent RTL/N-tv) - Gordian Fritz (Leiter USA) - Janina Beck (USA) - Oliver Beckmeier (USA) - Peter Kleim (USA) - Katharina Delling (Großbritannien) - Ulrich Oppold (Großbritannien) - Elke Büchter (Frankreich) - Udo Gümpel (Italien) - Raschel Blufarb (Naher Osten) - Rainer Munz (Russland) - Jasmin Gebele (EU-Korrespondentin) - Vivian Bahlmann - Alexandra Callenius - Marc Chmiel - Anne-Kathrin Cyrus - Cord Eickhoff - Jan Heikrodt - Frauke Holzmeier - Fabricia Karutz - Ulrich Klose - Tobias Kollig - Anna Magel - Sven Marcinkowski - Clara Pfeffer - Andreas Popp - Thomas Präkelt - Stephan Richter - Kyrill Ring - Eva Rullmann (Mallorca) - Kavita Sharma - Daniel Spliethoff - Martin to Roxel - Carolin Unger - Tracy Wittich - Anna Hohns - Pauline Maier |

## Marktanteile
Im Gesamtjahr 2011 erreichte N-tv in Deutschland einen Marktanteil von 1,0 Prozent in der Zielgruppe ab 3 Jahren. Damit lag man mit N24 gleichauf auf Platz 2 nach dem öffentlich-rechtlichen Ereignis- und Dokumentationskanal Phoenix mit 1,1 Prozent.
Im Jahr 2020 erreichte N-tv einen Marktanteil von 1,2 Prozent und lag damit 0,1 Prozent unter dem Konkurrenzsender Welt (früher N24).
Laut HBS Medien- und Markenstudie 2012 ist n-tv bei Finanzdienstleistern und institutionellen Anlegern der führende, aus beruflichen Gründen gesehene Fernsehsender.
Die Vermarktung von N-tv erfolgt durch Ad Alliance.

## Empfang
Das Programm von N-tv kann folgendermaßen empfangen werden:
- DVB-T2 HD (Digitales Antennenfernsehen)
- DVB-C (Digitales Kabelnetz)
- DVB-S (Digitales Satellitenfernsehen Astra, 19,2° Ost, 12.188 MHz horizontal, Symbolrate: 27,500 MBd)
- Livestream (nur in Deutschland und ohne Sport)
- IPTV

## n-tv.de
n-tv.de ist der Internetauftritt des Kölner Nachrichtensenders. Die Seite ist seit Mai 1999 online. Seit August 2010 wird der N-tv-Livestream in Deutschland angeboten. 2001 wurde die Seite mit dem Grimme Online Award ausgezeichnet. Mit einer Reichweite von bis zu 6,64 Millionen Unique User und bis zu 45,3 Millionen Visits Seitenabrufen im Monat war n-tv.de im Jahr 2012 nach Spiegel Online das größte deutsche Nachrichtenportal.
Die Artikel werden zum Großteil auf Basis von Material der Nachrichtenagenturen dpa, AFP, Reuters und sid von einer Redaktion verfasst, die auch den N-tv-Teletext betreut. Neben Politik, Sport und Gesellschaft liegt ein Schwerpunkt der Berichterstattung auf Wirtschaftsnachrichten. Dazu gehört unter anderem ein umfangreiches Börsenportal sowie die Seite teleboerse.de.
Die N-tv-Apps und das N-tv-Mobilportal gehören mit bis zu 89,5 Millionen Visits zu den beliebtesten Smartphone-Applikationen für Nachrichten- und Wirtschaftsthemen. Mit seinen stationären und mobilen Angeboten erzielt der Nachrichtensender eine gesamte digitale Reichweite von bis zu 9,79 Millionen Unique User.
Bis Ende 2003 wurden die Inhalte durch die N-tv-Redaktion Neue Medien erstellt. Mit dem Umzug des Senders von Berlin nach Köln wurde die Online-Redaktion ausgegliedert und in die eigenständige Nachrichtenmanufaktur GmbH mit Sitz in Berlin überführt.
Das komplette Archiv von n-tv.de ist kostenlos nutzbar.

## Kritik
2005 wurde das Fitness- und Wellness-Magazin „Gesund & Schön“ in einer Sendung des Medienmagazins ZAPP für eine zu positive und unkritische Auseinandersetzung mit dem Thema Schönheitschirurgie kritisiert.
2005 wurde der Sender gemeinsam mit 3sat vom Evangelischen Pressedienst kritisiert, weil er Reportagen über Projekte von World Vision oder der Christoffel-Blindenmission quasi kostenlos ausstrahlte, deren Produktion die Hilfsorganisationen vorher bezahlt hatten. Der Deutsche Rat für Public Relations stellte in diesem Vorgang jedoch kein unzulässiges Verhalten fest.
Nach einer Studie des Kölner Instituts für empirische Medienforschung räumte der Sender den Nachrichten im Jahr 2007 nur noch 34,7 % (1997: 63,3 %) der Sendezeit ein. Magazine kommen demnach auf einen Anteil von 19 % (1997: 7,4 %), Dokumentationen, Reportagen und andere Berichte nehmen 24,8 % (6,1 %) der Sendezeit in Anspruch. Der Politikanteil fiel von 47 % im Jahr 1997 auf 28 % im Jahr 2007. Für die Daten der Studie wurde eine Sendewoche im Jahr 1997 mit einer Woche aus dem Jahr 2007 verglichen. In den darauffolgenden Jahren baute der Sender den Anteil von Nachrichten und Wirtschaft am Gesamtprogramm kontinuierlich aus, sodass dieser im Januar 2012 nach Angaben seines Vermarkters IP Deutschland einen Gesamtanteil von 49 Prozent erreichte.

## Logos
Das Cornerlogo ist seit Sendestart in Rottönen gehalten. Eine Ausnahme hierbei bildet der 14. Juli 2014, als das Logo in den Farben der deutschen Flagge gehalten wurde, als Anerkennung des 4. Weltmeistertitels der deutschen Fußballnationalmannschaft bei der Weltmeisterschaft 2014. Ab 0:00 Uhr war für 24 Stunden jeweils ein Drittel des Logos in schwarz, rot und gelb gehalten. Zum 1. September 2017 gestaltete N-tv den Markenauftritt neu und veröffentlichte dazu auch ein neues Logo. Erstmals wird im Logo auf den Trennstrich zwischen n und tv verzichtet. Der Nachrichtensender wird aber weiterhin als N-tv kommuniziert.

Logo bis Juli 2003
Logo bis November 2008
„Off-Air“-Logo bis 31. Dezember 2010
Bis 19. Februar 2011 im Sendebetrieb gebrauchtes Logo
Bis 31. August 2017 im Sendebetrieb gebrauchtes Logo
Logo des HD-Ablegers 20. September 2013 bis 31. August 2017
Logo von N-tv seit dem 1. September 2017
Logo von N-tv HD seit dem 1. September 2017